# Ярдым, Умит
Умит Ярдым (род. в 1961) — турецкий дипломат, посол Турции в Иране (2010—2014), посол Турции в России (2014—2016).

## Биография
Родился в 1961 году в городе Балыкесир. Семья родом из города Дарыверен области Денизли-Аджипайам. Женат, имеет двух детей. Имя супруги Нуртоп.
Обучался в лицее г. Эскишехир, Анадолу. Окончил университет Богазичи, Факультет Экономики и управления, Отделение политологии. По окончании Факультета политологии университета Гази получил степень магистра международных отношений. Является почетным доктором Азербайджанского Института Искусств, Баку.
Трудовая деятельность
1985 г. стажер Отдела Восточной Европы и Азии.
1985-86 гг. — служба в армии.
1986 г. — стажёр, третий секретарь Третьего отдела EİBD (Отдел по экономическим вопросам).
1988 г. — третий секретарь Посольства Турции в Исламабаде.
1990 г. — третий, второй секретарь Посольства Турции в Москве
1993 г. — второй, первый секретарь Первого отдела славянских стран.
1995 г. — первый секретарь Посольства Турции в Афинах.
1997 г. — первый секретарь, советник Посольства Турции в Баку.
2000 г. — Начальник Первого отдела Восточной Европы.
2002 г. — советник, первый советник Посольства Турции в Лиссабоне.
2004 г. — Генеральный консул Генерального консульства Турции в Комотини.
2006 г. — Начальник Второго отдела Центральной Азии и Кавказа.
2007 г. — Исполняющий обязанности Заместителя директора, Заместитель директора-посланник Департамента Центральной Азии и Кавказа.
2008 г. — Генеральный консул первого класса Генерального консульства Турции в Штутгарте.
2010—2014 гг. — Чрезвычайный и Полномочный Посол Турции в Исламской Республике Иран.
1 октября 2014 года был назначен на должность Чрезвычайного и Полномочного Посла Турецкой Республики в Российской Федерации.
С 2016 года — заместитель министра по делам культуры Восточной Европы и Азии Министерства иностранных дел.
С января 2019 года — посол Турецкой Республики в Австрии.
Владение иностранными языками: английский.